# Смена-Рапид
Сме́на-Рапи́д — малоформатный шкальный фотоаппарат для начинающих фотолюбителей. Рассчитан на зарядку кассетами «Рапид».
Производился с 1968 по 1977 год на ЛОМО (Ленинград).

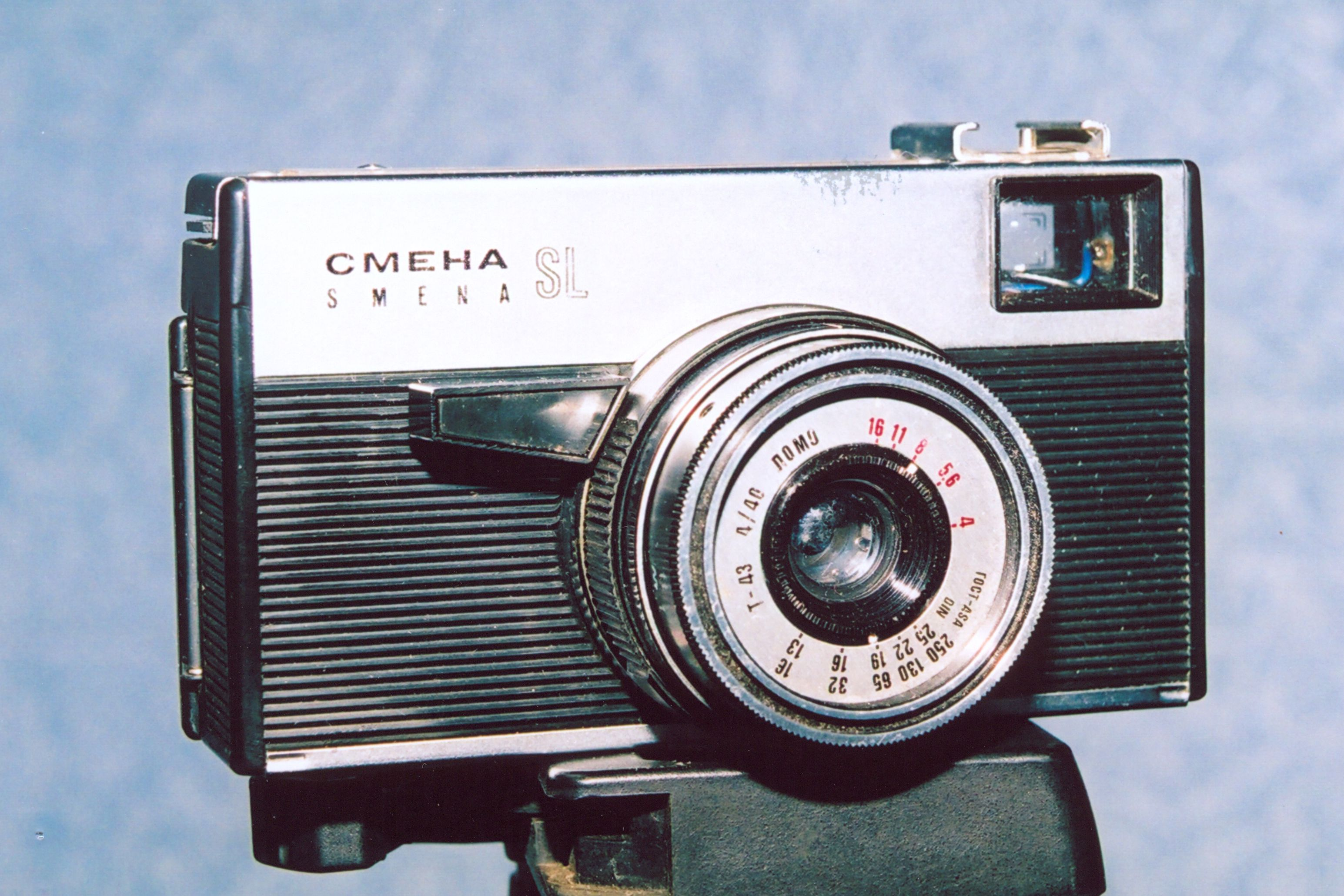
Фотоаппарат «Смена-SL»

Модификация — «Смена-SL» — отличались наличием обоймы для крепления фотовспышки или съёмного внешнего дальномера.
Фотоаппаратов «Смена-Рапид» и «Смена-SL» было выпущено 597 935 шт.
«Сигнал-SL» — модификация «Смены-SL» с экспонометром, серийно не выпускалась.

## История

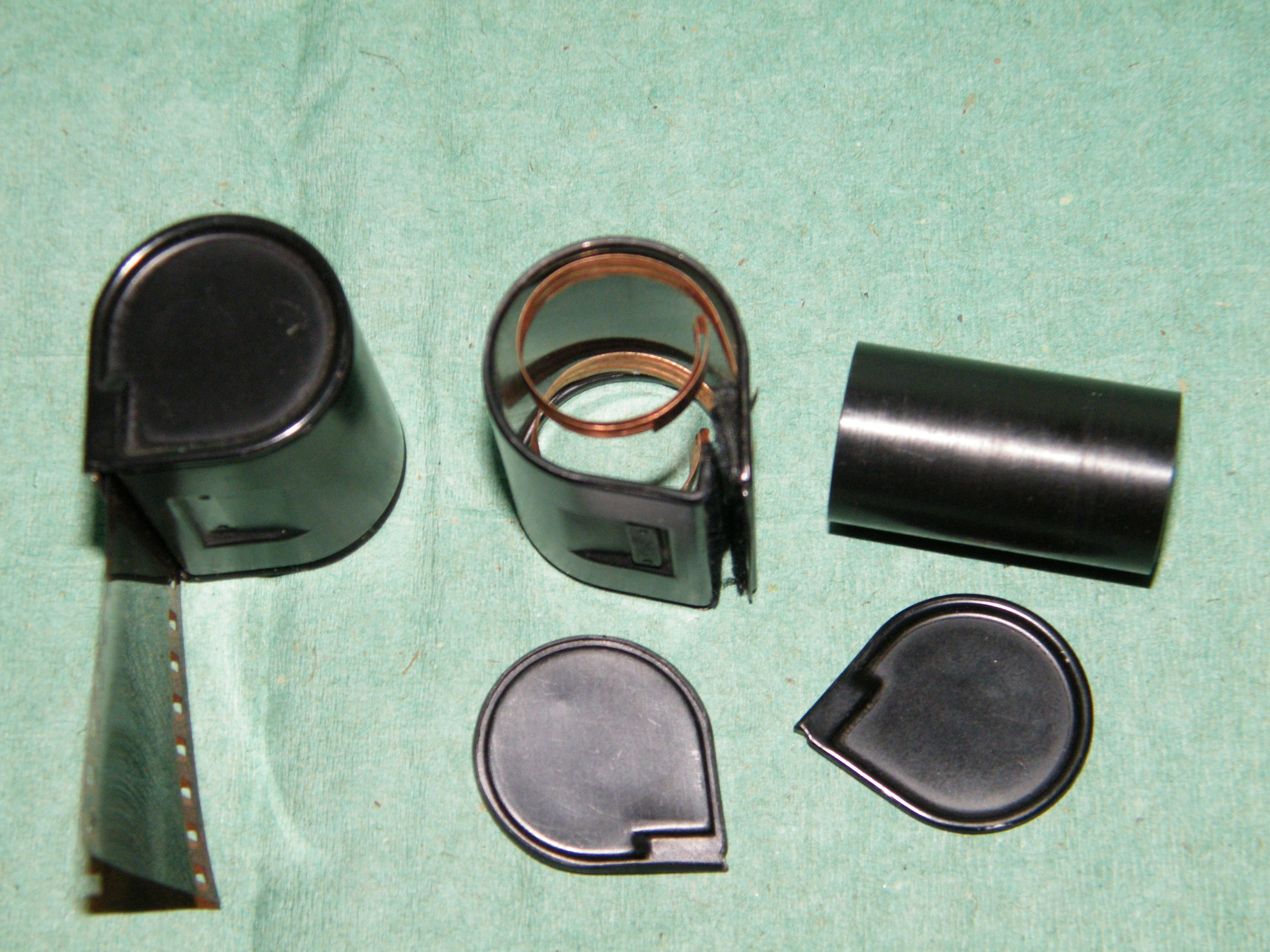
Устройство кассеты «Рапид»

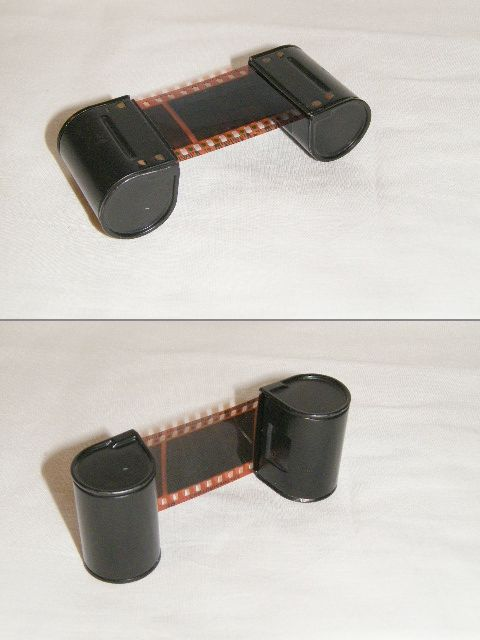
Кассеты «Рапид»

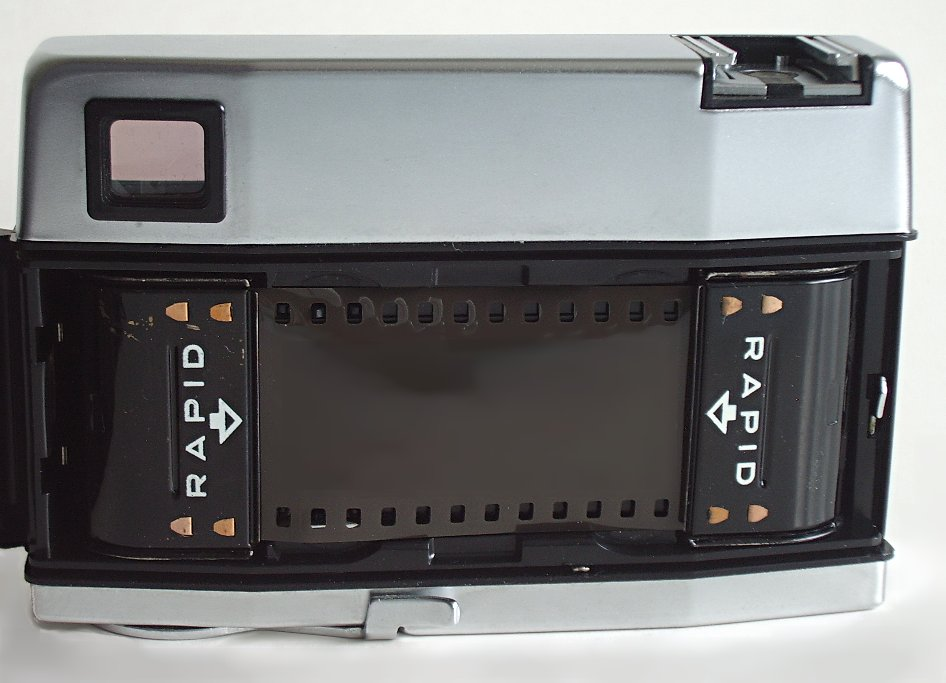
Аппарат Agfa Optima Rapid 250, заряженный плёнкой

Западногерманская фирма Agfa в середине 1960-х годов разработала систему быстрой зарядки «Rapid», как альтернативу предложенному «Кодаком» «типу 126». В отличие от типа 126, «Рапид» был рассчитан на применение обычной 35-мм перфорированной киноплёнки.
В аппаратах системы «Rapid» применялись две однотипные кассеты (подающая и пустая приёмная) без катушек. Перемотка плёнки производилась за перфорацию, обратная перемотка не требовалась. В кассету помещался отрезок плёнки, рассчитанный на 12 кадров размером 24×36 мм. Чтобы зарядить такую камеру, теоретически достаточно было вставить две кассеты на место, уложить плёнку в фильмовый канал и закрыть крышку камеры. Зубчатый валик сам проталкивал плёнку в устье приёмной кассеты. На практике приходилось заранее вводить подрезанный по шаблону конец плёнки в щель приёмной кассеты. После съёмки пустая подающая кассета ставилась на место приёмной.
Кассетная зарядка «Рапид» широкого распространения в мире не получила. В силу особенностей механизма она могла работать только с короткими отрезками ленты, и возможность получить привычные 36 кадров на стандартной плёнке оказалась для потребителя важнее, чем быстрота смены кассет.
Кроме «Смены-Рапид» на Красногорском механическом заводе в 1967-1968 годах серийно выпускался автоматический полуформатный фотоаппарат «Зоркий-12». Больше серийных фотоаппаратов с кассетной зарядкой «Рапид» в СССР не было.
Фотоаппараты производились в основном на экспорт, в СССР популярностью не пользовались, так как плёнка в кассетах «Рапид» в продаже появлялась очень редко.

## Технические характеристики
- Корпус бакелитовый новой конструкции, задняя стенка открывающаяся.
- Тип применяемого фотоматериала — перфорированная фотокиноплёнка шириной 35 мм в кассетах «Рапид». Размер кадра — 24×36 мм. Количество кадров — 12. Автоматический самосбрасывающийся счётчик кадров[1].
- Обратная перемотка плёнки отсутствовала (не нужна), отснятая плёнка подавалась в пустую однотипную кассету.
- Курковый взвод затвора и перемотки плёнки. Спуск — клавишей большого размера на оправе объектива.
- Центральный фотографический затвор, выдержки 1/250 — 1/15 и «В».
- С кольцом установки выдержек на оправе объектива механически связана шкала символов погоды, расположенная на верхней панели камеры.
- Объектив Триплет «Т-43» 4/40. Фокусировка от 1 м до «бесконечности» по шкале расстояний. Резьба под светофильтр М35,5 × 0,5 мм.
- Диафрагмирование объектива от f/4 до f/16.
- Установка экспозиции проводится по шкале значений светочувствительности фотоплёнки (связана с шкалой диафрагм) и по шкале символов погоды[2].
- Видоискатель оптический параллаксный.
- Синхроконтакт «Х», выдержка синхронизации — любая.
  - На «Смене-SL» имеется обойма для крепления съёмного дальномера (или фотовспышки).
- Автоспуск отсутствует.